# Maria Anna av Savojen (hertiginna av Chablais)

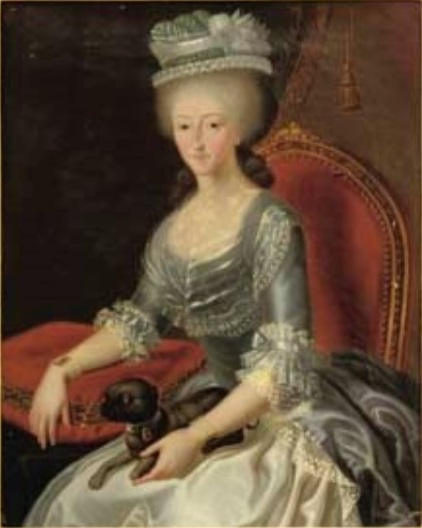
Maria Anna av Savojen

Maria Anna av Savojen, född 1757, död 1824, var en prinsessa av Savojen, gift 1775 med sin farbror prins Benedetto av Savojen, hertig av Chablais. Äktenskapet var barnlöst, men beskrivs som lyckligt: Maria Anna betraktade dock fortsatt maken som sin farbror. Hon ska haft ett gott förhållande till sina svägerskor.   